# تاجبان (بشت أربابا)
تاجبان (بالفارسية: تاژبان) هي قرية تقع في إيران في قسم بشت أربابا الريفي. يقدر عدد سكانها بـ 194 نسمة بحسب إحصاء 2016.